# مانويل خوسيه دياز
مانويل خوسيه دياز (25 يناير 1940 في البرازيل - 1 مايو 2004) هو لاعب كرة قدم برازيلي في مركز الهجوم. لعب مع نادي فلامنغو ونادي كورينثيانز.